# Willy Monty
Willy Monty (Feluy, 11 de octubre de 1939 - ídem, 9 de octubre de 2014) fue un ciclista belga que fue profesional entre 1963 y 1971. 

## Palmarés
- 1960 
  - Vencedor de una etapa del Triptyque ardennais
- 1962 
  - 1.º en la Vuelta a Namur y vencedor de una etapa
  - Vencedor de 3 etapas de la Vuelta a Lieja
- 1964 
  - 1.º en Hoeilhart-Diest-Hoeilhaart
  - 1.º en el Circuito del Brabant occidental
  - Vencedor de una etapa al Critèrium del Dauphiné Libéré
- 1965 
  - Vencedor de 2 etapas de la Volta a Cataluña
- 1968 
  - Vencedor de una etapa a la Vuelta a Mallorca
- 1971
  - 1.º en el Trefle a Cuatro Feuilles

### Resultados al Tour de Francia
- 1964. 30.º de la clasificación general
- 1965. 42.º de la clasificación general
- 1966. 39.º de la clasificación general
- 1967. 12.º de la clasificación general
- 1969. Fuera de control (6.ª etapa)

### Resultados a la Vuelta en España
- 1968. 44.º de la clasificación general
- 1969. 68.º de la clasificación general